# Гай Азиний Квадрат Протим
Гай Азиний Квадрат Протим или Гай Протим Квадрат Азиний (на латински: Gaius Asinius Quadratus Protimus; Gaius Protimus Quadratus Asinius; * 165; † сл. 235) e политик на Римската империя през 3 век.
Произлиза от фамилията Азинии. Брат е на Гай Азиний Руф (* 160) и на Гай Юлий Азиний Квадрат (fl. 248). Син е на Гай Юлий Азиний Никомах (* 135) и съпругата му и братовчедка Юлия Квадратила (* 145), която е роднина на Гай Азиний Полион II. По бащина линия той е внук на сенатора Гай Азиний Руф и на Юлия.
Квадрат е проконсул в Ахая през 211 или 220 г. Той се жени и е баща на Гай Азиний Никомах Юлиан, който е проконсул на Азия 250 – 230 г.